# Santariškės
Santariškės ist ein Stadtteil der litauischen Hauptstadt Vilnius. Er befindet sich im Amtsbezirk Verkiai nördlich vom Stadtzentrum. In Santariškės befinden sich universitäre Kliniken Santariškės, Kinderkrankenhaus Vilnius, Institut für Onkologie. Es gibt die Hauptschule für die kleinen stationär behandelten  Patienten der Kliniken (lit. Vilniaus Santariškių konsultacinis-mokymo centras).